# Ctenosciaena
Ctenosciaena is een geslacht van straalvinnige vissen uit de familie van ombervissen (Sciaenidae).

## Soorten
- Ctenosciaena gracilicirrhus (Metzelaar, 1919)
- Ctenosciaena peruviana Chirichigno, 1969